# Аманд от Страсбург
Аманд от Страсбург (на немски: Amandus von Straßburg, лат: = „der Liebenswerte“; на френски: Amand de Strasbourg; * ок. 290; † ок. 355, вероятно в Страсбург) е Светия и първият епископ на Страсбург през 4 век.
Той е споменат като участник в църковния събор в Сердика (ок. 342/343) и в синода на галските епископи в Кьолн (346). Неговото честване е доказано от 10 век в Страсбург. Чества се в Страсбург и Майнц на 26 октомври.
Епископ Удо IV фон Страсбург († 965) пище вероятно „вита на Свети Аманд от Страсбург“.